# Gmina Alta (Kansas)
Gmina Alta (ang. Alta township) – gmina w hrabstwie Harvey, w stanie Kansas, w USA. Jej populacja liczy 211 mieszkańców, a powierzchnia (wraz z obszarami wodnymi) wynosi 36,1 mi2 (93,5 km²).